# Wietse van Alten
Wietse Cornelis van Alten (Zaandam, 24 settembre 1978) è un arciere olandese.
Ha iniziato a tirare con l'arco all'età di 7 anni. 
La prima gara internazionale di rilievo per Wietse è stata nel 1999, quando ha chiuso i Campionati del Mondo di tiro alla targa all'ottavo posto, guadagnandosi un posto nella squadra che avrebbe partecipato alle Olimpiadi. 
Alle Olimpiadi di Sydney nel 2000, van Alten si è arreso alle semifinali contro l'australiano Simon Fairweather, ma ha subito recuperato totalizzando il punteggio più alto nel match per il bronzo contro lo svedese Magnus Petersson, conquistando la medaglia olimpica. La squadra olandese, di cui Wietse faceva parte, si è classificata al 9º posto nella competizione a squadre. 
A seguito di un infortunio al gomito, per il quale è stato operato nel 2001, Wietse ha ripreso a tirare a livello internazionale nel 2003, classificandosi al 6º posto ai Campionati del Mondo di tiro alla targa di New York.
Van Alten ha partecipato anche alle Olimpiadi Estive 2004, dove con 661 si è classificato al 14º posto. Ha superato la prima fase delle eliminatorie battendo per 152-151 Ricardo Merlos di El Salvador, ma ai trentaduesimi si è arreso all'italiano Ilario Di Buò per 164-160. Ha quindi chiuso la gara individuale alla 27ª posizione. Nella gara di squadra, Wietse e i suoi compagni Pieter Custers e Ron van der Hoff hanno chiuso al 5º posto. 
Nell'estate del 2004 Wietse ha raggiunto la prima posizione nella ranking mondiale arcieristica. 
Da dicembre 2012 Van Alten è il capotecnico della Nazionale Italiana di Tiro con l'arco.